# Veľké Chlievany
Veľké Chlievany jsou obec na Slovensku v okrese Bánovce nad Bebravou.
Leží v nadmořské výšce 217 metrů. Žije zde 498 obyvatel.
První písemná zmínka o obci je z roku 1276. V obci je římskokatolický kostel svaté Kateřiny Alexandrijské z 15. století.

## Osobnosti
- Juraj Palkovič, slovenský duchovní, církevní hodnostář a překladatel, se narodil ve Veľkých Chlievanech v roce 1763.